# Carlos Caicedo Tenorio
Carlo Javier Caicedo Tenorio (Eloy Alfaro, Provincia de Esmeraldas, Ecuador, 25 de junio de 1975) es un exfutbolista ecuatoriano. Jugaba de defensa y su último equipo fue el Club Deportivo Star Club de la Segunda Categoría de Ecuador. Es conocido generalmente como Carlos Javier, sin embargo, consta en los registros oficiales como 'Carlo'.

## Futbolista 'record'
Caicedo es el jugador con más partidos profesionales ha disputados en toda la historia del Campeonato Ecuatoriano de Fútbol. "El Capi" Caicedo ha jugado un total de 18 temporadas en la Serie A de Ecuador, acumulando más de 600 partidos.
Su récord de partidos oficiales se completa con 16 partidos en Copa Libertadores y 4 en la Copa Sudamericana. 
| Club                            | Temporada | Partidos | Goles |
| ------------------------------- | --------- | -------- | ----- |
| Técnico Universitario · Ecuador | 1993      | 7        | 0     |
| C.D. Olmedo · Ecuador           | 1994-2012 | 656      | 9     |
|                                 | Total     | 663      | 9     |

## Clubes
| Club                  | País    | Año         |
| --------------------- | ------- | ----------- |
| Técnico Universitario | Ecuador | 1993        |
| C.D. Olmedo           | Ecuador | 1994 - 2013 |
| C.D. Star Club        | Ecuador | 2014 - 2019 |

## Palmarés

### Campeonatos nacionales
| Título             | Club        | País    | Año  |
| ------------------ | ----------- | ------- | ---- |
| Serie B de Ecuador | C.D. Olmedo | Ecuador | 1994 |
| Serie A de Ecuador | C.D. Olmedo | Ecuador | 2000 |